# Teilsicherheitskonzept
Das Teilsicherheitskonzept ist ein Konzept für die Berechnung der Standsicherheit von Bauwerken und ein Ergebnis der europäischen Normung für das Bauwesen. Das Formelzeichen für den Teilsicherheitsbeiwert in statischen Berechnungen ist lt. Eurocode 0 der griechische Buchstabe „{\displaystyle \gamma }“ (Gamma).

## Geschichte
Um Handelshindernisse abzubauen und Ausschreibungen zu harmonisieren, sollte ein einheitlicher europäischer Standard erreicht werden. Deshalb mussten die national unterschiedlichen technischen Regeln angeglichen werden. Daraus wurden die Eurocodes, die erste Generation europäischer Normen in den 1980er Jahren.
Zu Beginn der Arbeit an den Normen gab es keine Einigung, welches der damals vorhandenen verschiedenen nationalen Konzepte als Vorlage für ein europäisches Bau-Normungs-Konzept gelten solle.
Ein durchgängiges, für alle neues Konzept, das Teilsicherheitskonzept, war die einzige Lösung. Das erforderliche Sicherheitsniveau für ein Bauwerk oder Bauteil sollte dabei dadurch erreicht werden, dass man alle Einflussgrößen genau untersucht und ihnen Teilsicherheiten zuordnet – deshalb der Name Teilsicherheitskonzept.

## Erläuterung
Auf ein Bauteil wirkt eine Belastung (Einwirkung), deren Größe statistisch verteilt ist, z. B. mit einer Normalverteilung, bzw. so angenommen wird. Die Belastung hat einen Mittelwert oder anderen charakteristischen Wert und  streut darum mit einer Standardabweichung. Der Widerstand des Bauteils, dieser Belastung zu widerstehen, ist ebenfalls statistisch verteilt; auch er hat einen Mittelwert und eine Standardabweichung.
Die beiden Verteilungen überschneiden sich mit einer kleinen Schnittmenge, in deren Bereich das Bauteil versagen würde. Im Bauwesen ist in der Regel eine sehr kleine Versagenswahrscheinlichkeit von etwa 1·10−6 akzeptabel, d. h., dass von 1 Million gleichartigen und gleichartig belasteten Bauteilen eines versagt. Deshalb müssen die Mittelwerte von Beanspruchung und Widerstand soweit auseinanderliegen, dass die Schnittmenge so klein ist, dass sie dieser gewünschten geringen Versagenswahrscheinlichkeit entspricht. In diesem Fall hätte man die Sicherheit 1, weil gerade der Grenzfall der Mindest-Sicherheit erreicht ist.
Zusätzlich braucht man noch eine höhere Sicherheit. Diese erreicht man, indem man
- die Einwirkungen bzw. Belastungen mit Teilsicherheitsbeiwerten multipliziert (und damit erhöht) oder
- die Widerstände durch andere Teilsicherheitsbeiwerte dividiert (und damit vermindert).

Dabei hat jede Einflussgröße (Einwirkung bzw. Widerstand) ihren eigenen Sicherheitsbeiwert, der jeweils entsprechend der statistischen Streuung und der möglichen Ermittlungsgenauigkeit der Einflussgröße festzulegen ist.
Auch mit diesen Teilsicherheiten muss nun die Versagenswahrscheinlichkeit immer noch geringer als 1·10−6 sein, darin besteht der Nachweis.

## Neue Normen
Im Rahmen der europäischen Standardisierung und Harmonisierung wurden bereits eine Reihe neuer, grundlegender Normen verabschiedet oder als Entwurf vorgelegt, die auf dem semi-probabilistischen Teilsicherheitskonzept beruhen. Die früheren Normen basierten auf einem globalen (deterministischen) Sicherheitskonzept. Dieser Wechsel hat erhebliche Auswirkungen auf die Bemessung von Bauwerken und Bauteilen, da sich aufgrund des neuen Verfahrens veränderte Berechnungsalgorithmen ergeben.
Die Neufassungen verschiedener deutscher Normen gehören bereits zur neuen Normengeneration und basieren auf dem Teilsicherheitskonzept, zum Beispiel:
- DIN 1045-1 Tragwerke aus Beton, Stahlbeton und Spannbeton: Bemessung und Konstruktion Entwurf
- DIN 1052 Entwurf, Berechnung und Bemessung von Holzbauwerken
- DIN 1054 Zulässige Belastung des Baugrunds
- DIN 1055 Einwirkungen auf Tragwerke
- DIN 18800 Stahlbau.

Die EN 1990 „Grundlagen der Tragwerksplanung“ legt Prinzipien und Anforderungen für die Tragsicherheit, Gebrauchstauglichkeit und Dauerhaftigkeit von Tragwerken fest, beschreibt die Grundlagen der Tragwerksplanung und gibt Hinweise zu den dafür anzuwendenden Zuverlässigkeitsanforderungen. Damit werden die Grundlagen für die europäischen Grundnormen im Bauwesen EN 1991 bis EN 1998 definiert.

## Schwierigkeiten
Der Ausgangspunkt für das neue Konzept ist weitgehend anerkannt, aber die Schwierigkeiten stecken im Detail:
- Von zentraler Bedeutung für Tragfähigkeitsnachweise nach dem Teilsicherheitskonzept ist die Festlegung der charakteristischen Werte von Kenngrößen. Ganz allgemein soll der charakteristische Wert von Kenngrößen ein vorsichtiger Schätzwert des Mittelwertes sein. Die charakteristischen Größen und Mittelwerte sind aber oft nicht gut genug bekannt, weil es nicht genug Stichproben für eine statistische Auswertung gibt.
- Die ungünstigen Einwirkungen sollen um bestimmte Teilsicherheitsbeiwerte erhöht werden – aber es ist nicht immer klar, welche Einwirkungen günstig und welche ungünstig sind, z. B. beim Erddruck.
- Normalerweise muss man verschiedene Lastfälle mit verschiedenen Sicherheiten nachweisen. Dabei muss man sich plausibel machen, dass man in verschiedenen Lastfällen unterschiedliche Materialkennwerte berücksichtigen muss.
- Wie bei fast jeder wesentlichen Normänderung wird sich eine Bemessung nach dem aktuellen semiprobabilistischen Teilsicherheitskonzept von einer Bemessung nach dem alten deterministischen Teilsicherheitskonzept unterscheiden. Oft erlauben neuere Bemessungsmethoden komplexere Ansätze, die eine höhere Ausnutzung und somit eine höhere Belastung erlauben; andererseits werden meistens, aufgrund von Schadensfällen und von steigenden Sicherheitsanforderungen, auch die Sicherheitsstandards erhöht, wodurch ein Sicherheitsnachweis von bestehenden Bauwerken nach aktueller Normung vielmals nicht mehr möglich wäre.